# Dīlzeh
Dīlzeh (persiska: دیلزه, Vīlzeh) är en ort i Iran.   Den ligger i provinsen Västazarbaijan, i den nordvästra delen av landet, 600 km väster om huvudstaden Teheran. Dīlzeh ligger 1 471 meter över havet och antalet invånare är 331.
Terrängen runt Dīlzeh är kuperad åt nordost, men åt sydväst är den bergig.Runt Dīlzeh är det ganska glesbefolkat, med 48 invånare per kvadratkilometer. Närmaste större samhälle är Piranshahr, 9,2 km norr om Dīlzeh. Trakten runt Dīlzeh består till största delen av jordbruksmark.